# Ignaz Brüll
 (mars 2024).
Si vous disposez d'ouvrages ou d'articles de référence ou si vous connaissez des sites web de qualité traitant du thème abordé ici, merci de compléter l'article en donnant les références utiles à sa vérifiabilité et en les liant à la section « Notes et références ».
Pour les articles homonymes, voir Brüll (homonymie).
Œuvres principales
Das goldene Kreuz
Ignaz Brüll, né le 7 novembre 1846 à Prossnitz (margraviat de Moravie) et décédé le 17 septembre 1907 à Vienne, est un compositeur et pianiste autrichien.

## Biographie
Il est le fils aîné d'une famille prospère juive de marchands de la Moravie. En 1850, ses parents s'installent à Vienne et envisagent de le destiner à prendre en charge les affaires de son père, mais il révèle des dons pour la musique. Aussi, il étudie le piano avec Julius Epstein et la composition avec Johann Rufinatscha et Felix Otto Dessoff.
En 1864, il écrit son premier opéra, Die Bettler von Samarkand, et le soumet au Théâtre de la Cour de Stuttgart, capitale du Wurtemberg. À la fin de 1866, il supervise la production en personne. Ses plans n'ont pas abouti, et la partition a disparu dans les archives. Néanmoins, il remporte des succès importants avec sa première Sérénade pour orchestre et on apprécie sa virtuosité au piano.
Dans les quinze prochaines années, il donne de nombreux concerts qui le conduisent, non seulement vers des centres musicaux, tels que Prague, Breslau, Berlin, Munich, Francfort, Dresde et Leipzig, mais aussi vers des régions plus reculées de la monarchie des  Habsbourg. Entre les  tournées, il présente régulièrement des concerts à Vienne. En 1871, il se voit offrir un poste de professeur de piano au Conservatoire Stern de Berlin, qu'il refuse pour éviter la séparation de sa famille. Il enseigne à partir de 1872 dans les écoles Horak Piano, un des plus grands établissements musicaux privés de Vienne et en devient, en 1881, le directeur artistique. Dans les années 1890, il refuse un emploi au Conservatoire de Vienne.
Le succès sensationnel de son deuxième opéra, Das goldene Kreuz, créé le 22 décembre 1875 à Berlin, le propulse hors de l'obscurité aux premiers rangs des compositeurs contemporains. Il renforce sa carrière de pianiste. L'éditeur londonien Chappell & Co. l'engage au début de 1878 pour deux concerts en Angleterre. Dans le même temps, l'impresario Carl Rosa prépare une production de Das goldene Kreuz qui a sa première représentation à Londres, à l'Adelphi Theatre, le 2 mars 1878. Cette même année, il fait ses débuts dans un Concert populaire du lundi qui a un tel succès qu'il est suivi par plus de vingt autres présentations à Londres, Liverpool et Manchester. Il se rend, à nouveau, en Angleterre en 1881 et, entre le 31 janvier et le 9 mars, il donne huit brillants concerts.
Les deux tournées de concerts en Angleterre marque sa carrière comme virtuose. Dans les années suivantes, il réduit considérablement le nombre de ses apparitions publiques afin de  se concentrer davantage sur la composition. Après son mariage en 1882 avec Marie Schosberg, la fille d'un banquier viennois, sa maison est devenue un point incontournable dans la ville. Il s'entoure d'un grand cercle d'amis : Johannes Brahms, Karl Goldmark, Julius Epstein, Robert Fuchs, Anton Door, Ludwig Rottenberg, Richard von Perger, Eusebius Mandyczevski, Eduard Hanslick, Gustav Mahler, Theodor Billroth et  Joseph Breuer.
Il passe les mois d'été avec sa famille en Haute-Autriche, d'abord à Bad Ischl et, en 1890, il construit sa propre maison le Berghof à Unterach am Attersee qui devient un endroit attachant pour les musiciens, artistes et personnalités du monde littéraire.
Ses dernières œuvres Der Husac et le ballet  Märchen aus der Champagne sont représentées à Vienne en 1896. Il se lie d'amitié avec Brahms qui attache beaucoup de prix à ses conseils et écrit de nombreux lieder, duos, chœurs et une importante série d'œuvres instrumentales, dont une symphonie. Le style de ses opéras peut être rattaché à François-Adrien Boieldieu et à Daniel-François-Esprit Auber. Il ouvre la voix au nouveau Singspiel autrichien.
Il meurt subitement à Vienne et son public le considère comme un musicien sérieux, intègre et sincère.

## Ses principales œuvres

### Opéras
- Die Bettler von Samarkand '1864),
- Das goldene Kreuz (Berlin, 22 décembre 1875) : l'opéra qui a remporté le plus de succès,
- Der Landfriede (Vienne, 4 octobre 1877),
- Bianca (Dresde, 25 novembre 1879),
- Königin Marietta (Munich, 1883),
- Das steinerne Herz (Vienne, 1888),
- Gringoire (Munich, 19 mars 1892),
- Schach dem Könige (Munich, 1893),
- Gloria (Hambourg, 1896),
- Der Husar (Vienne, 1898) : immense succès,
- Rübezahl (inachevé).

### Ballet
- Ein Märchen aus der Champagne (1896),

### Musique pour orchestre
- Im Walde, ouverture,
- Trois sérénades et une suite de danse,
- Deux concertos pour piano,
- Concerto pour violon
- Pièces pour piano,
- des lieder,
- Symphonie opus 31 en mi mineur.

## Discographie sélective
Sa symphonie opus 31, la Sérénade n° 1 opus 29, l'ouverture Macbeth et le concerto pour violon en la mineur opus 41 sont enregistrés. Cameo Classics enregistre en 2010 des compositions pour piano et la Sonate pour piano opus 73 n° 3.
En 1999, sous étiquette Hyperion, Martin Roscoe, accompagné du BBC Scottish Symphony Orchestra, dirigé par Martyn Brabbins, a enregistré les concertos pour piano, op. 10 et op. 24, ainsi que l'Andante and Allegro, op. 88, pour piano et orchestre.

## Sources
- (en) Cet article est partiellement ou en totalité issu de l’article de Wikipédia en anglais intitulé « Ignaz Brüll » (voir la liste des auteurs).
- Dictionnaire de la musique de Marc Honegger (Bordas, octobre 1993)   (ISBN 2-04-019973-X) (BNF 36668775),
- Theodore Baker et Nicolas Slonimsky (trad. de l'anglais par Marie-Stella Pâris, préf. Nicolas Slonimsky), Dictionnaire biographique des musiciens [« Baker's Biographical Dictionary of Musicians »], t. 1 : A-G, Paris, Robert Laffont, coll. « Bouquins », 1995 (réimpr. 1905, 1919, 1940, 1958, 1978), 8e éd. (1re éd. 1900), 4728 p. (ISBN 2-221-06510-7), p. 592.